# Io (satèl·lit)
Io (Júpiter I) és el més interior dels quatre satèl·lits galileans del planeta Júpiter. És el tercer satèl·lit més gros del planeta i el quart de tot el sistema solar, el que té la major densitat i és l'objecte més sec conegut del sistema. Fou descobert el 1610 i batejat en honor de la nimfa mitològica Io, una sacerdotessa d'Hera que es convertí en una de les amants de Zeus.
Els seus més de 400 volcans actius fan de Io l'objecte amb major activitat volcànica del sistema solar. Aquesta activitat geològica extrema es deu a l'escalfament de marea que causa la fricció generada a l'interior d'Io, estirat entre Júpiter i els altres satèl·lits galileans (Europa, Ganimedes i Cal·listo). Alguns volcans produeixen columnes eruptives de sofre i diòxid de sofre que arriben fins a 500 km per sobre la superfície. La superfície d'Io també està dotada amb un centenar llarg de muntanyes formades per la forta compressió a la base de la seva escorça de silici; alguns d'aquests cims són més elevats que el Mont Everest terrestre. A diferència de la majoria de satèl·lits del sistema solar exterior, que estan majoritàriament composts per gel, Io està format principalment per roca de silicat, que envolta un nucli de ferro fos o sulfur de ferro. La major part de la superfície d'Io està composta per planures extenses recobertes de sofre i diòxid de sofre solidificat.
El vulcanisme d'Io és responsable de molts dels seus trets únics. Les seves columnes eruptives i rius de lava produeixen canvis susceptibles a la superfície i acoloreixen la superfície en diversos tons subtils de groc, vermell, blanc, negre i verd, generalment per mor dels al·lòtrops i composts del sofre. Diversos rius de lava extensos, alguns de més de 500 km de longitud, també marquen la superfície. Els materials produïts per aquest vulcanisme generen l'atmosfera prima i irregular d'Io i la vasta magnetosfera de Júpiter. Les ejeccions volcàniques d'Io també produeixen un gran torus de gas al voltant de Júpiter.
És característic les potents corrents elèctriques que hi ha entre aquest satèl·lit i Júpiter. Estan provocades pel camp magnètic del planeta.
Io va tenir un paper important en el desenvolupament de l'astronomia els segles xvii i xviii. Fou descobert el gener de 1610 per Galileo Galilei, juntament amb els altres satèl·lits galileans. Aquesta descoberta propicià l'adopció del model copernicà del sistema solar, el desenvolupament de les lleis de Kepler i la primera mesura de la velocitat de la llum. Des de la Terra, Io era un simple punt de llum fins al pas del segle xix al xx, quan esdevengué possible observar amb resolució els trets de la seva superfície, per exemple la regió polar vermell fosc i la regió equatorial brillant. El 1979, les dues sondes Voyager revelaren que Io era un món geològicament actiu amb nombrosos aspectes volcànics, grans muntanyes i una superfície jove sense cràters obvis. La sonda Galileo sobrevolà Io de prop diverses vegades durant els anys 90 i a principis de mil·lenni i obtingué dades sobre l'estructura interna del satèl·lit i sobre la composició de la seva superfície. Aquestes sondes també mostraren la relació entre Io i la magnetosfera de Júpiter i l'existència d'un cinturó radioactiu d'alta energia centrat a l'òrbita d'Io. Io rep aproximadament 36 sieverts (3.600 rem) de radiació ionitzant diàriament.
Les sondes Cassini-Huygens i New Horizons han fet observacions posteriors, el 2000 i el 2007 respectivament, així com amb telescopis des de la Terra i amb el telescopi espacial Hubble.

## Nom
Rep el seu nom d'un personatge de la mitologia grega, Io, una de les moltes donzelles de què Zeus es va encapritxar (en la mitologia romana, Zeus està identificat amb Júpiter). Aquest nom va ser suggerit per l'astrònom Simon Marius poc després del seu descobriment, però no va ser utilitzat fins a mitjan segle xx. Fins llavors, se'l coneixia per la forma numeral romana Júpiter I o simplement «primer satèl·lit de Júpiter», ja que fins al 1892 va ser el satèl·lit més interior conegut de Júpiter (actualment, se'n coneixen quatre satèl·lits: Metis, Adrastea, Amaltea i Tebe, amb òrbites més pròximes a Júpiter).

## Història
Io va ser descoberta per Galileu el 7 de gener de 1610, data en què va trobar al costat de Júpiter «tres estrelles fixes, totalment invisibles per la seva mida petita», segons va anotar al seu diari. A la nit següent va descobrir una quarta estrella, i en nits posteriors va comprovar que orbitaven al voltant del planeta, per la qual cosa va deduir que eren satèl·lits. Es tractava d'Io, Europa, Ganímedes i Cal·listo. Galileu va anomenar inicialment a aquestes llunes «astres mediceus», en honor al seu mecenes, Cosme II de Mèdici, però la proposta no va agradar a altres astrònoms, que van buscar alternatives; així, l'alemany Simon Marius, que assegurava haver descobert també les llunes fins i tot abans que Galileu, va proposar noms basats en la mitologia grega, que són els coneguts avui dia. Galileu va contraatacar proposant que es cridessin Júpiter I, II, III i IV, noms que van ser usats fins a principis del segle xx, en què es van recuperar els noms proposats per Marius. Les quatre llunes de Júpiter són també conegudes com a «satèl·lits galileans».

## Característiques físiques

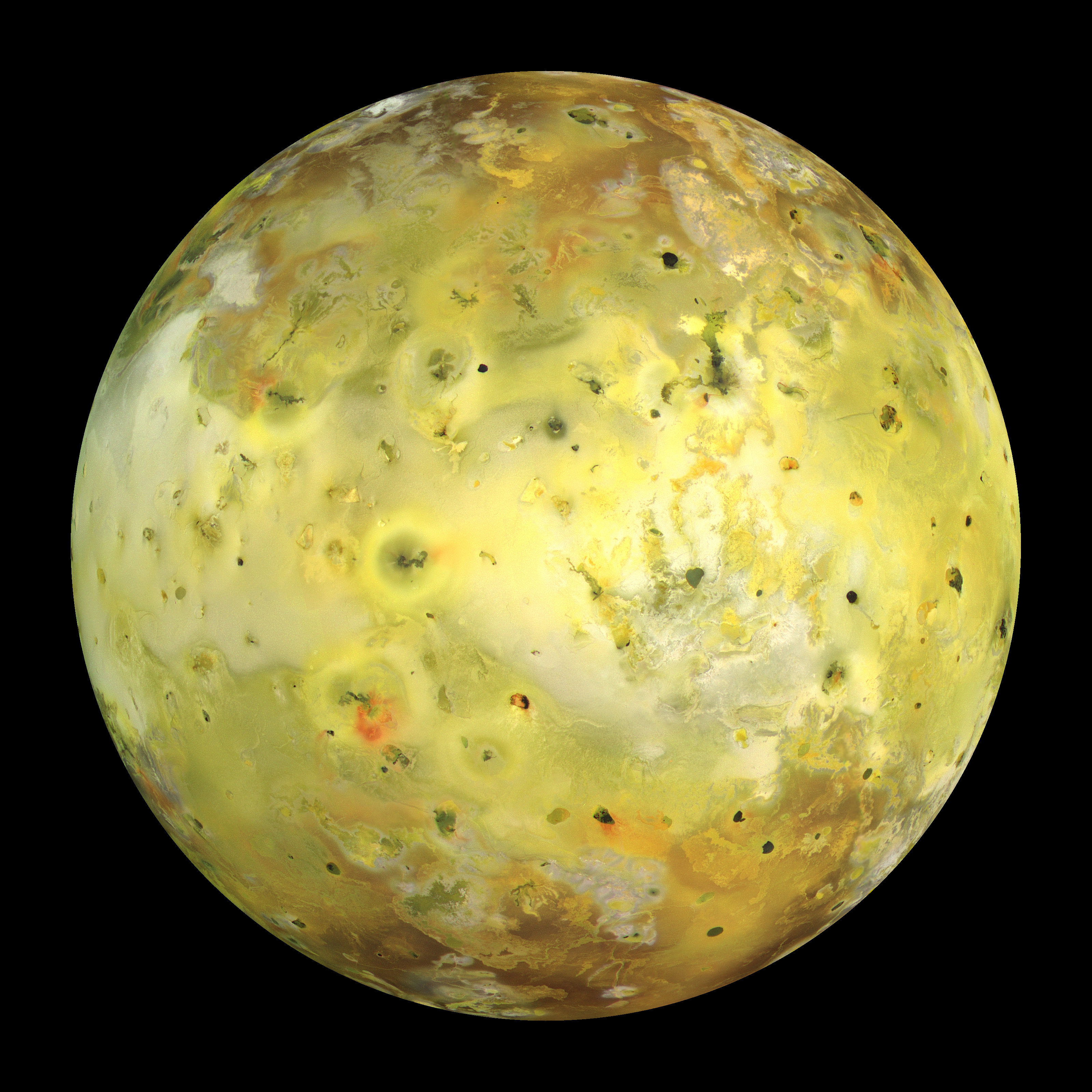
La major part de la superfície és de colors pastel, puntejada per pics negres, marrons, verds, taronges i vermells al voltant de les zones amb activitat volcànica

A diferència de la major part dels satèl·lits naturals del sistema solar, Io podria tenir una composició química semblant a la dels planetes terrestres, principalment compostos de roques de silicats. Dades recents provinents de la missió Galileu indiquen que Io pot tenir un nucli de ferro amb un radi entorn dels 900 km.
Quan la sonda Voyager 1 va enviar les primeres imatges pròximes d'Io el 1979, els científics esperaven trobar-hi nombrosos cràters la densitat dels quals proporcionaria dades sobre l'edat del satèl·lit. Contràriament a les expectatives, Io no tenia pràcticament cràters. Io té una activitat volcànica tan intensa que la seva superfície ha esborrat per complet els senyals de cràters d'impactes passats.
A més dels volcans, la superfície inclou la presència de muntanyes no volcàniques, llacs de sofre fos, calderes de diversos quilòmetres de profunditat i fluxos extensos de diversos centenars de quilòmetres de llarg de material fluid molt poc viscós (possiblement, algun tipus de compost de sofre fos i silicats). El sofre i els seus compostos adquireixen una gran varietat de colors, responsables de l'aparença superficial del satèl·lit. Estudis en infraroig des de la superfície terrestre mostren que algunes de les regions més calentes del satèl·lit, cobertes per fluxos de lava, aconsegueixen temperatures de fins a 2.000 K (encara que les temperatures mitjanes són molt més fredes, pròximes als 130 K). Io podria tenir una fina atmosfera composta de diòxid de sofre i alguns altres gasos. A diferència dels altres satèl·lits galileans, Io gairebé no té aigua. Açò és probablement pel fet que, en la formació dels satèl·lits galileans, Júpiter estava tan calent que no va permetre condensar-se els elements més volàtils en la regió pròxima al planeta en què es va formar Io. Això no obstant, els volàtils esmentats sí que van poder condensar-se més lluny i van donar lloc als altres satèl·lits rics en gels.

## Geologia
Io és una mica més gran que la Lluna de la Terra. Té un radi mitjà de 1.821,3 km (un 5% més gran que el de la Lluna) i una massa de 8.9319×1022 kg (aproximadament un 21% més gran que la de la Lluna). Té una forma lleugera d'el·lipsoide, amb el seu eix més llarg dirigit cap a Júpiter. Entre els satèl·lits galileans, tant en massa com en volum, Io se situa per darrere de Ganimedes i Cal·listo però per davant d'Europa.

### Interior

Model de la possible composició interior de Io amb diverses característiques etiquetades.

Compostos principalment per silicat roca i ferro, Io i Europa estan més a prop dels planetes terrestres que d'altres satèl·lits del Sistema Solar exterior, que es componen majoritàriament d'una barreja d'aigua gel i silicats. Io té una densitat de 3,5275 g/cm3, la més alta de qualsevol lluna regular del Sistema Solar; significativament més alt que els altres satèl·lits galileans (en particular Ganimedes i Cal·listo, les densitats dels quals són al voltant de 1,9 g/cm3) i una mica més alt (~5,5%) que el de la Lluna 3,344 g/cm3 i d'Europa en 2,989 g/cm3. Els models basats en les mesures de la Voyager i la Galileo de la massa, el radi i els coeficients gravitatoris quadrupols d'Io (valors numèrics relacionats amb com es distribueix la massa dins d'un objecte) suggereixen que el seu interior es diferencia entre la riquesa en silicats a l'escorça i el mantell i un nucli ric en ferro o sulfur de ferro. El nucli metàl·lic d'Io representa aproximadament el 20% de la seva massa. Depenent de la quantitat de sofre del nucli, el nucli té un radi d'entre 350 i 650 km si està compost gairebé íntegrament per ferro, o entre 550 i 900 km per a un nucli format per una barreja de ferro i sofre. El magnetòmetre del Galileo no va poder detectar un camp magnètic intern intrínsec a Io, cosa que suggereix que el nucli no està convectant.
El modelatge de la composició interior d'Io suggereix que el mantell es compon almenys d'un 75% del mineral ric en magnesi de forsterita, i té una composició a granel similar a la dels meteorits de condrita L i condrita LL, amb un contingut de ferro més elevat (en comparació amb el silici) que la Lluna o la Terra, però més baix que Mart. Per suportar el flux de calor observat a Io, el 10-20% del mantell d'Io pot estar fos, tot i que les regions on s'ha observat vulcanisme a alta temperatura poden tenir fraccions de fosa més altes. Tanmateix, la reanàlisi de les dades del magnetòmetre del Galileo l'any 2009 va revelar la presència d'un camp magnètic induït a Io, que requeria un oceà de magma a 50 km sota la superfície que evidencia aquest oceà. Es calcula que aquesta capa té un gruix de 50 km i que constitueix al voltant del 10% del mantell d'Io. S'estima que la temperatura a l'oceà de magma arriba als 1.200 °C. No se sap si el percentatge de fusió parcial del 10-20% del mantell d'Io és coherent amb el requisit d'una quantitat significativa de silicats fosos en aquest possible oceà de magma. La litosfera d'Io, composta de basalt i sofre dipositat per l'extens vulcanisme d'Io, té almenys 12 km de gruix, i probablement menys de 40 km.

## Vulcanisme

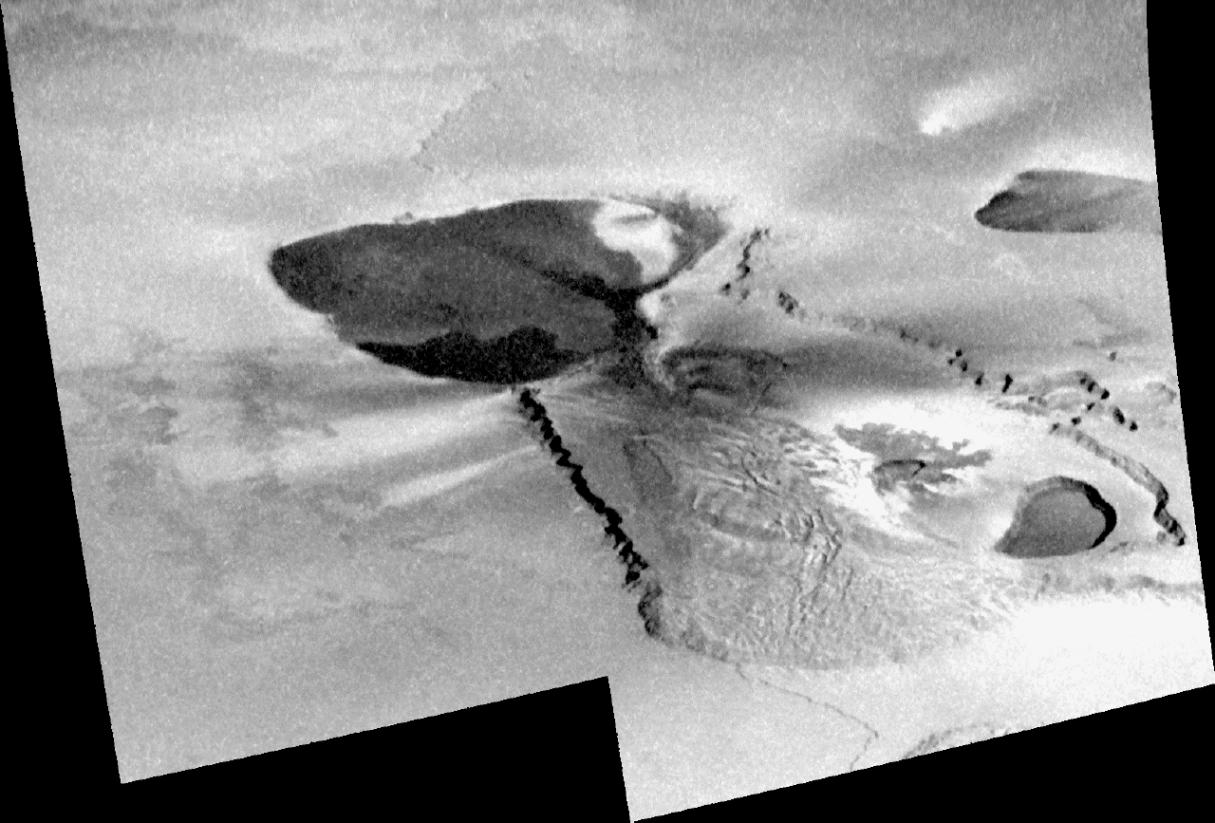
Tvashtar Catena, una cadena de cràters volcànics o catena fotografiada per la sonda Galileu a la superfície d'Io

Io és el cos del sistema solar amb major activitat volcànica. Els volcans d'Io, a diferència dels terrestres, expulsen diòxid de sofre. L'energia necessària per a mantenir esta activitat volcànica prové de la dissipació d'efectes de marea produïts per Júpiter i les altres llunes pròximes, Europa i Ganimedes, ja que les tres llunes es troben en ressonància orbital. Algunes de les erupcions d'Io emeten material a més de 300 km d'altitud. La baixa gravetat del satèl·lit permet que part d'aquest material siga permanentment expulsat de la lluna i que es distribuesca en un anell de material que cobreix l'òrbita d'Io. Posteriorment, part d'aquest material pot ser ionitzat i resultar atrapat per l'intens camp magnètic de Júpiter. Les partícules ionitzades de l'anell orbital d'Io són arrossegades per les línies de camp fins a l'atmosfera superior de Júpiter, on es pot apreciar el seu impacte amb l'atmosfera en longituds d'ona ultraviolada que prenen part en la formació de les aurores jovianes. La posició d'Io respecte a la Terra i Júpiter té també una forta influència en les emissions de ràdio jovianes, que són molt més intenses quan Io és visible.

## Observació i exploració
Durant els següents dos segles i mig després del seu descobriment, Io es va mantenir com un punt de la cinquena magnitud impossible de resoldre amb un telescopi. Tot i això, durant el segle segle xvii els satèl·lits galileans es van emprar per a diversos propòsits com la determinació de la longitud, la validació de la tercera llei de Kepler per al moviment planetari o el mesurament del temps que requereix la llum per creuar l'espai que separa Júpiter de la Terra. A partir de les efemèrides calculades per astrònoms com Giovanni Cassini, Pierre-Simon Laplace va desenvolupar una teoria matemàtica per explicar les òrbites ressonants d'Io, Europa i Ganimedes. Aquest ressò és la causa de les diverses característiques geològiques d'aquests tres satèl·lits.
La ubicació d'Io en un dels cinturons de radiació més intensos de Júpiter impedeix un sobrevol prolongat del satèl·lit, però la sonda "Galileo" ho sobrevola ràpidament abans d'orbitar Júpiter dos anys, el 7 de desembre de 1995. Encara que no es pren cap imatge durant aquesta primera aproximació, la trobada dona resultats significatius com el descobriment del seu gran nucli de ferro, similar al trobat als planetes terrestres del sistema solar. Des d'aleshores, altres sondes han realitzat més observacions tals com la sonda Juno que recentment va realitzar el seu sobrevol més proper a Io, passant a tan sols 1500 quilòmetres de la superfície. És el sobrevol més proper d'aquesta lluna des que la sonda Galileo va passar per aquesta lluna el gener de 2002 a 102 quilòmetres, així com des de la Terra a través de telescopis terrestres o el telescopi espacial Hubble.

## Cultura Popular

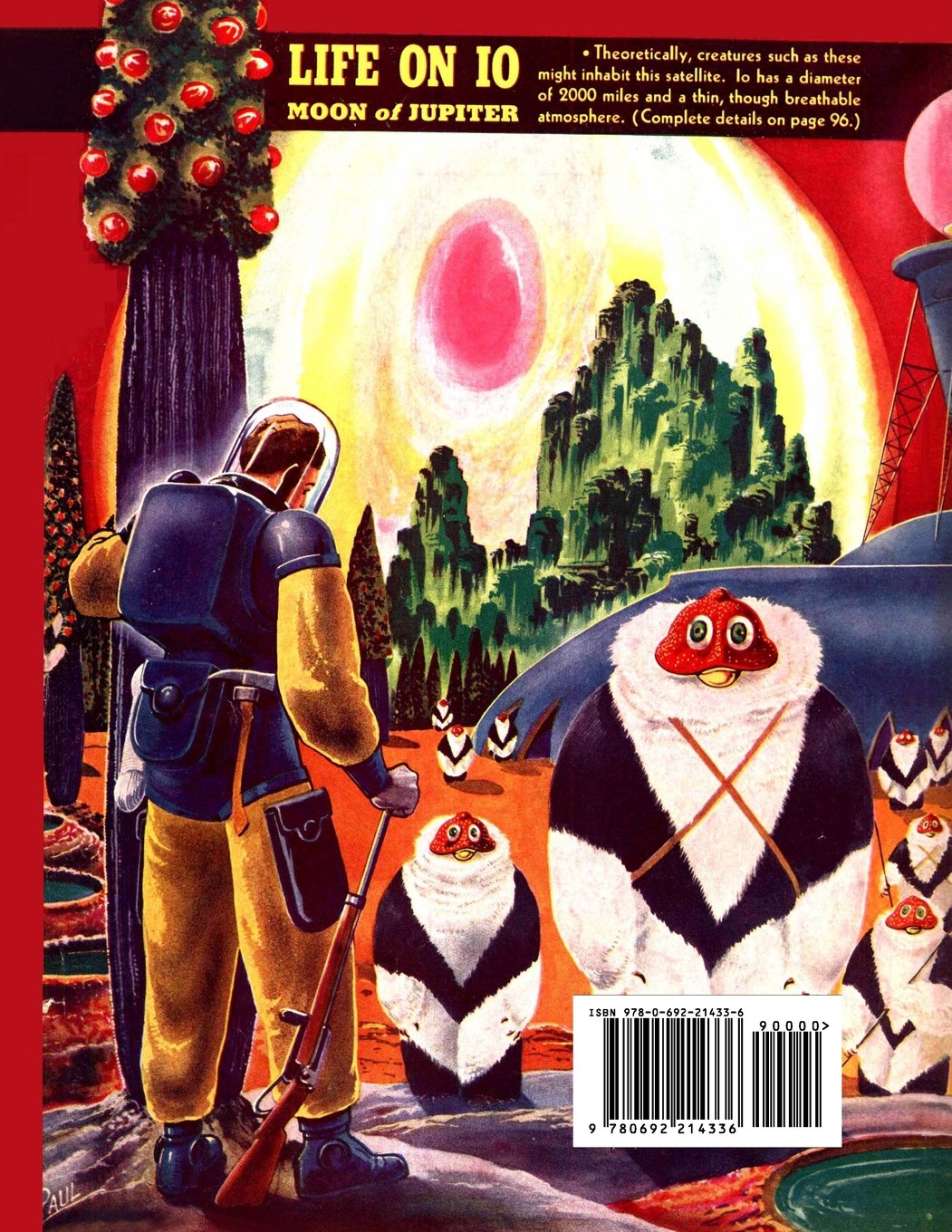
Portada de Fantastic Adventures al maig de 1940.

A causa de la seva grandària en aquest moment ja estimat, es va especular, per exemple, sobre possible vida a la seva superfície durant la primera meitat del segle xx sent Io sempre un escenari propici per a la ciència-ficció entre altres com "The Mad Moon" (1935) de Stanley G, Weinbaum escrita a la revista Pulp de Fantastic Adventures, o en pel·lícules d'aquest tipus com 2010: The Year We Make Contact (1984) dirigida per Peter Hyams i seqüela de 2001: una odissea de l'espai (1968) dirigida per Stanley Kubrick. De fet, en aquesta pel·lícula la nau espacial Discovery One està en òrbita en els Punts de Lagrange entre Júpiter i Io durant la pel·lícula.